# Coaraze
Coaraze (okzitanisch Coarasa, italienisch Coarazza) ist eine südfranzösische Gemeinde im Département Alpes-Maritimes in der Region Provence-Alpes-Côte d’Azur. Sie gehört zum Arrondissement Nice und zum Kanton Contes. Coaraze ist Mitglied des Gemeindeverbandes Communauté de communes du Pays des Paillons. Die Bewohner nennen sich Couraziens.
Die angrenzenden Gemeinden sind Duranus im Norden, Lucéram im Osten, Berre-les-Alpes, Contes und Bendejun im Süden sowie Levens im Westen.

## Bevölkerungsentwicklung
| 1962 | 1968 | 1975 | 1982 | 1990 | 1999 | 2006 | 2008 | 2016 |
| ---- | ---- | ---- | ---- | ---- | ---- | ---- | ---- | ---- |
| 421  | 513  | 327  | 463  | 540  | 654  | 712  | 729  | 837  |

## Sehenswürdigkeiten
Siehe auch: Liste der Monuments historiques in Coaraze
Die Ortschaft ist eines der schönsten Dörfer Frankreichs und wurde in der TV-Doku-Reihe „Frankreichs mythische Orte“ besucht.

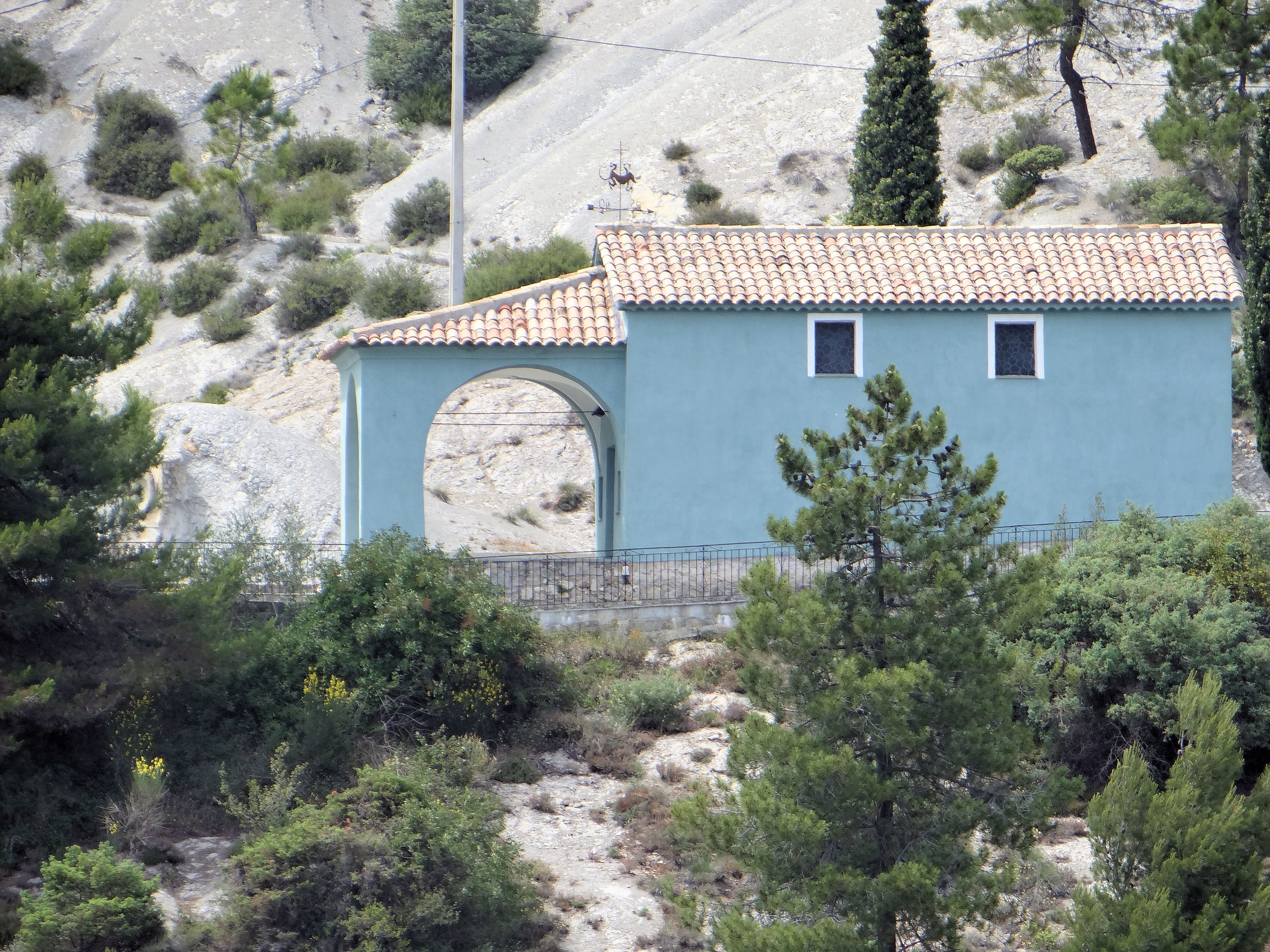
Chapelle Bleue
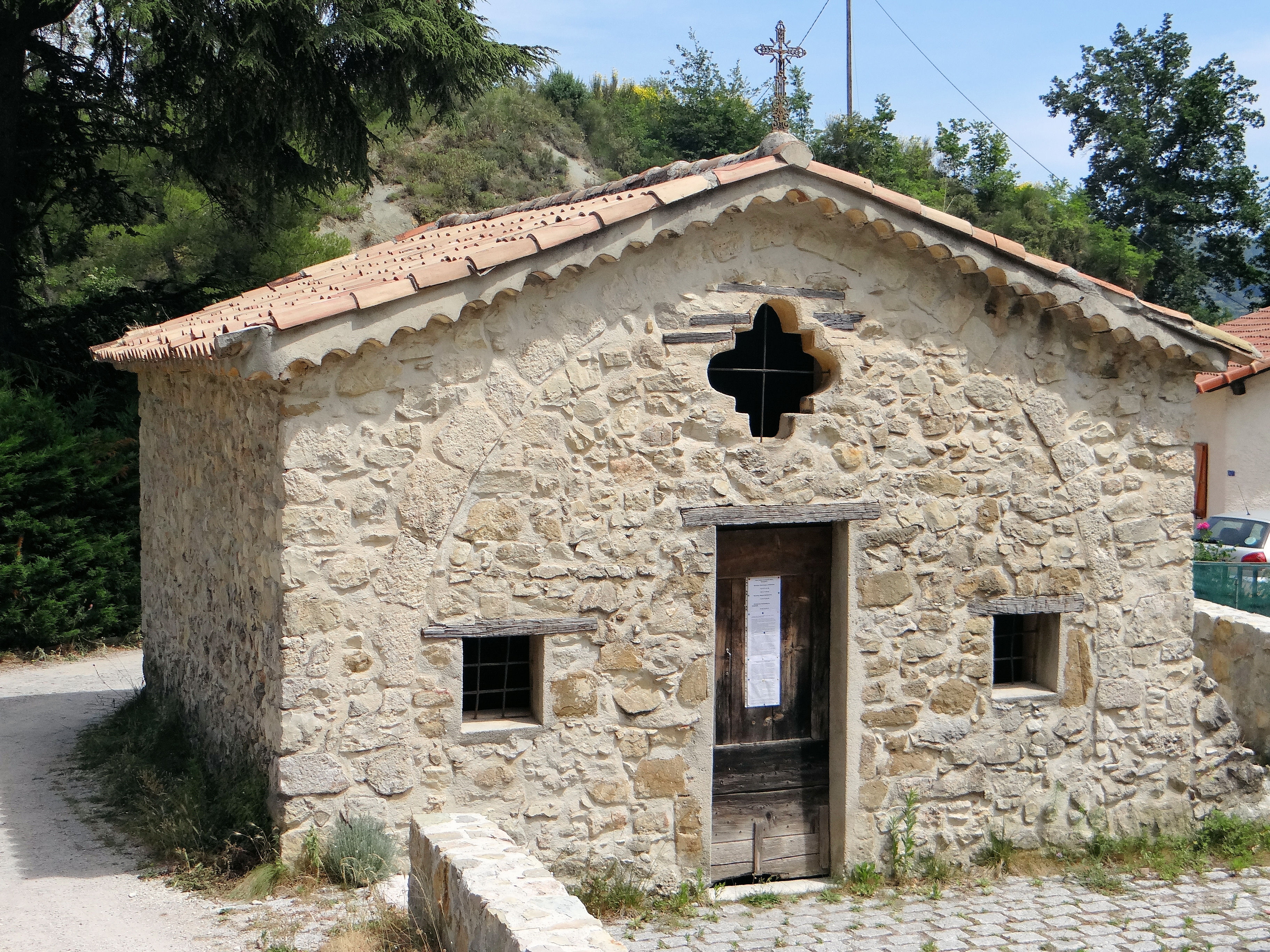
Kapelle Saint-Sébastien
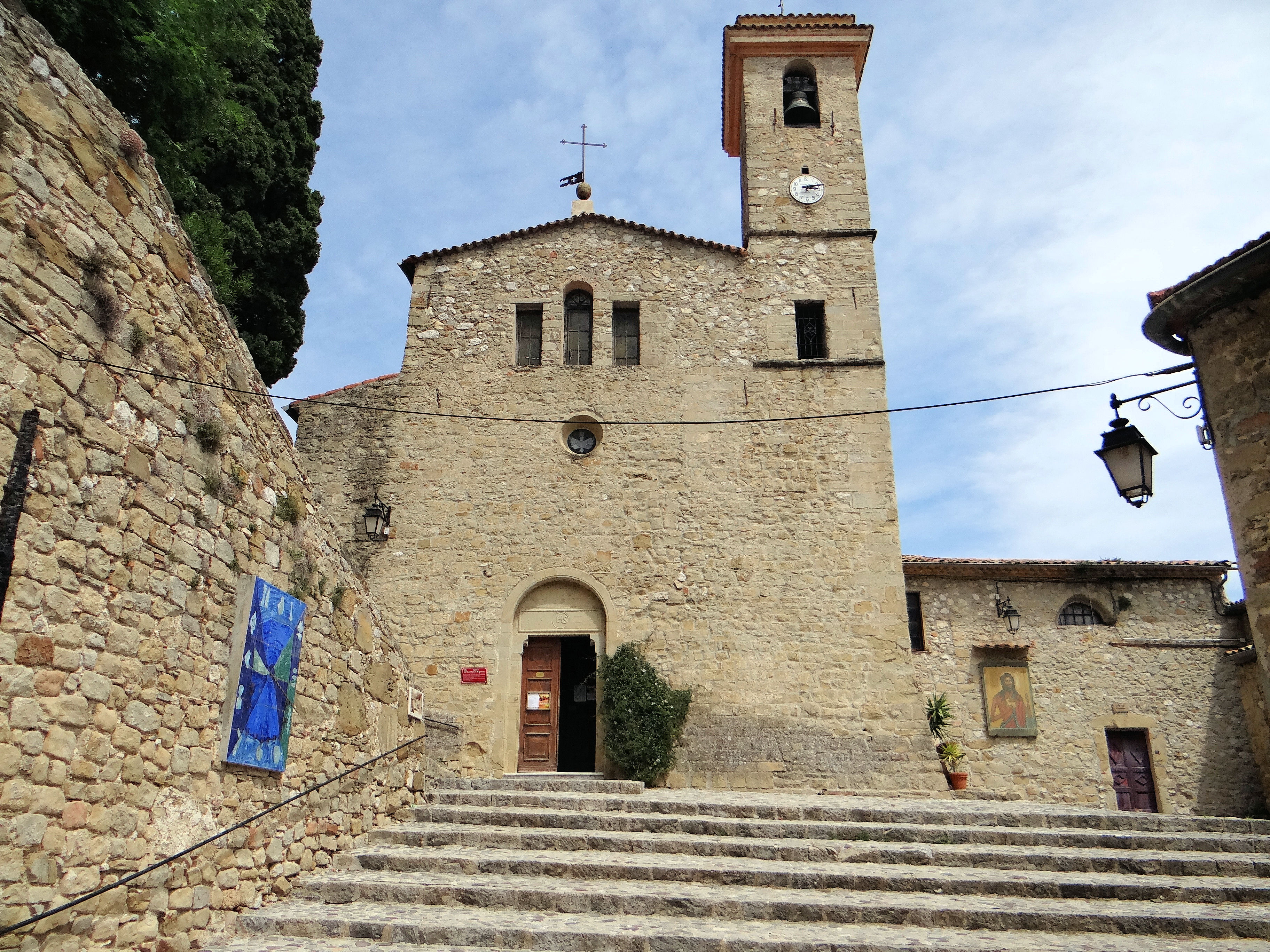
Kirche Saint-Jean-Baptiste
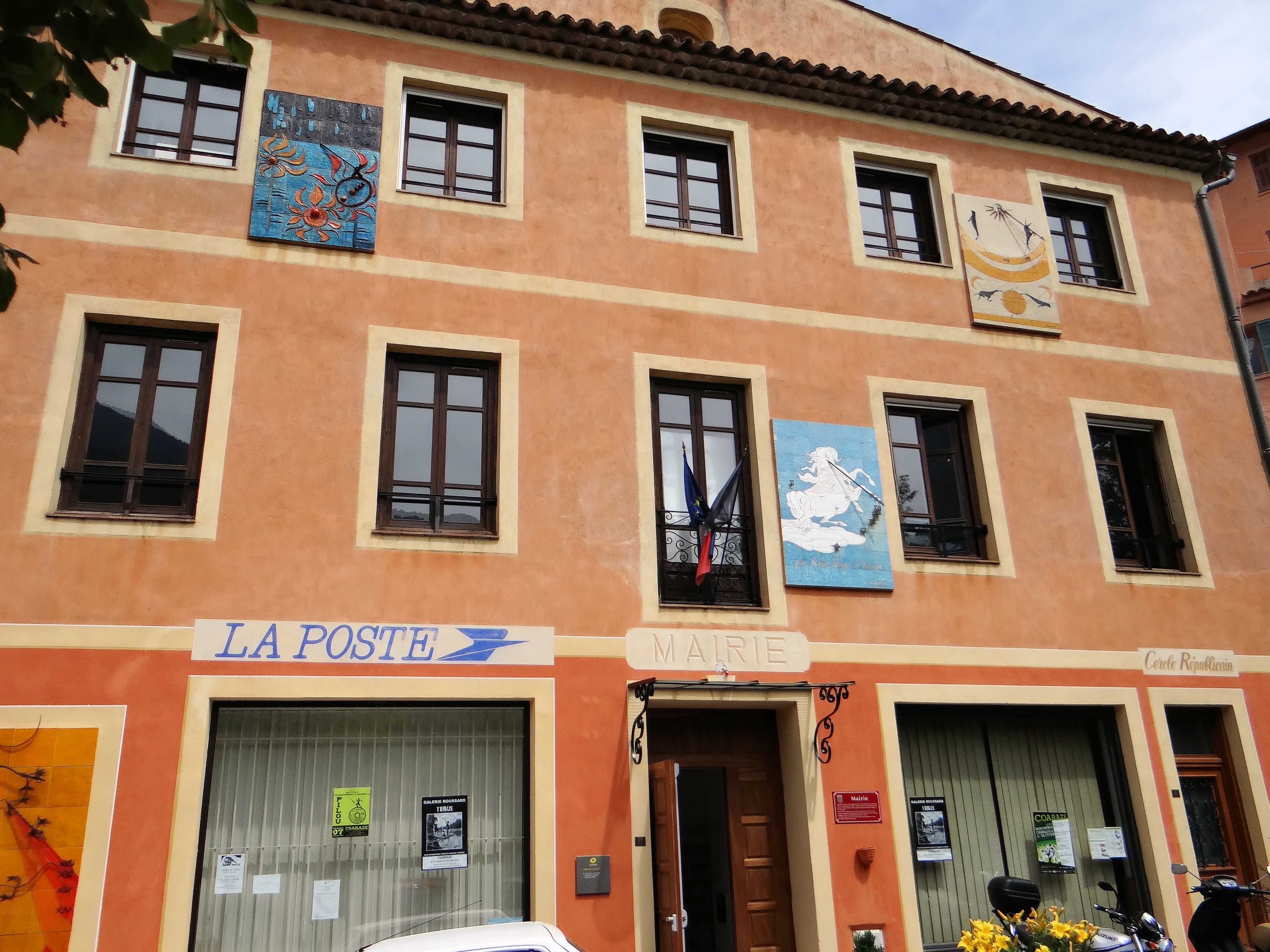
Mairie mit Poststelle